# Denïs Proskwrïn
Denïs Sergeyevïç Proskwrïn (in kazako Денис Сергеевич Проскурин?, in russo Денис Сергеевич Проскурин?, Denis Sergeevič Proskurin; 3 aprile 1979) è un ex calciatore kazako, di ruolo difensore.

## Carriera

### Club
Ha giocato nella prima divisione kazaka.

### Nazionale
Nel 1999 ha partecipato ai Mondiali Under-20.
Nel 2003 ha giocato una partita con la nazionale maggiore kazaka.

## Palmarès

### Club

#### Competizioni nazionali
- Campionato kazako: 2

Elimaı: 1998
Ertis: 2002